# Sikole
Sikole (izvirno srbsko Сиколе) je naselje v Srbiji, ki upravno spada pod Občino Negotin; slednja pa je del Borskega upravnega okraja.

## Demografija
V naselju živi 736 polnoletnih prebivalcev, pri čemer je njihova povprečna starost 50,2 let (48,2 pri moških in 52,2 pri ženskah). Naselje ima 291 gospodinjstev, pri čemer je povprečno število članov na gospodinjstvo 2,88.
To naselje je, glede na rezultate popisa iz leta 2002, večinoma srbsko.
|  |

| Demografija | Demografija     | Demografija     |
| Leto        | Št. prebivalcev | Št. prebivalcev |
| ----------- | --------------- | --------------- |
|             |                 |                 |
|             |                 |                 |
|             |                 |                 |
|             |                 |                 |
| 1948        | 1777            |                 |
| 1953        | 1753            |                 |
| 1961        | 1765            |                 |
| 1971        | 1543            |                 |
| 1981        | 1372            |                 |
| 1991        | 1070            | 1038            |
| 2002        | 863             | 838             |
|             |                 |                 |

| Etnična sestava po popisu iz leta 2002 | Etnična sestava po popisu iz leta 2002 | Etnična sestava po popisu iz leta 2002 | Etnična sestava po popisu iz leta 2002 | Etnična sestava po popisu iz leta 2002 |
| -------------------------------------- | -------------------------------------- | -------------------------------------- | -------------------------------------- | -------------------------------------- |
| Srbi                                   | Srbi                                   |                                        | 824                                    | 98,32%                                 |
| Romuni                                 | Romuni                                 |                                        | 1                                      | 0,11%                                  |
| Neznano                                | Neznano                                |                                        | 13                                     | 1,55%                                  |